# Julius Schindler (Unternehmer)

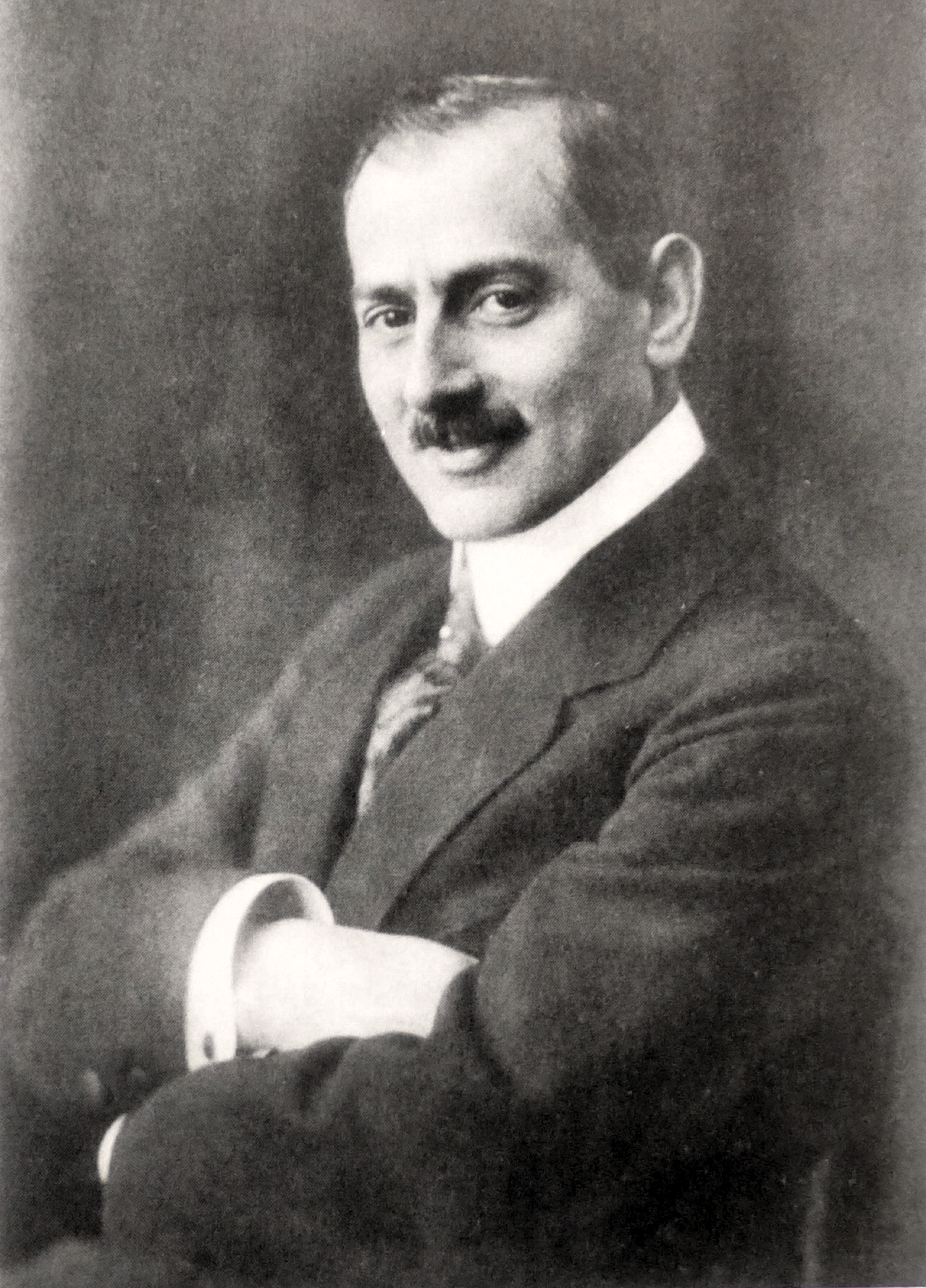
Julius Schindler, 1920er Jahre

Julius Schindler (geboren am 30. Mai 1878 in Mährisch-Trübau, Schönhengstgau, Österreich-Ungarn; gestorben am 29. Dezember 1941 in Great Neck, New York, Vereinigte Staaten) war ein österreichisch-tschechischer Kaufmann, Unternehmer und Mäzen.

## Familie

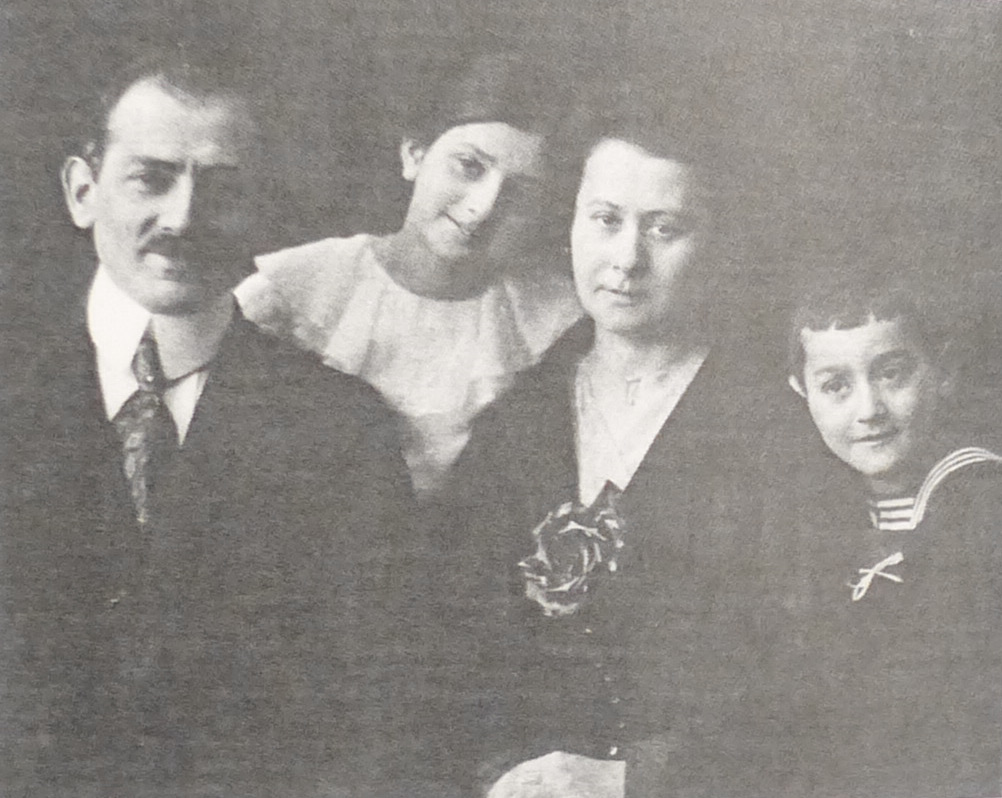
Julius, Anni, Irma und Gustav Schindler, um 1917

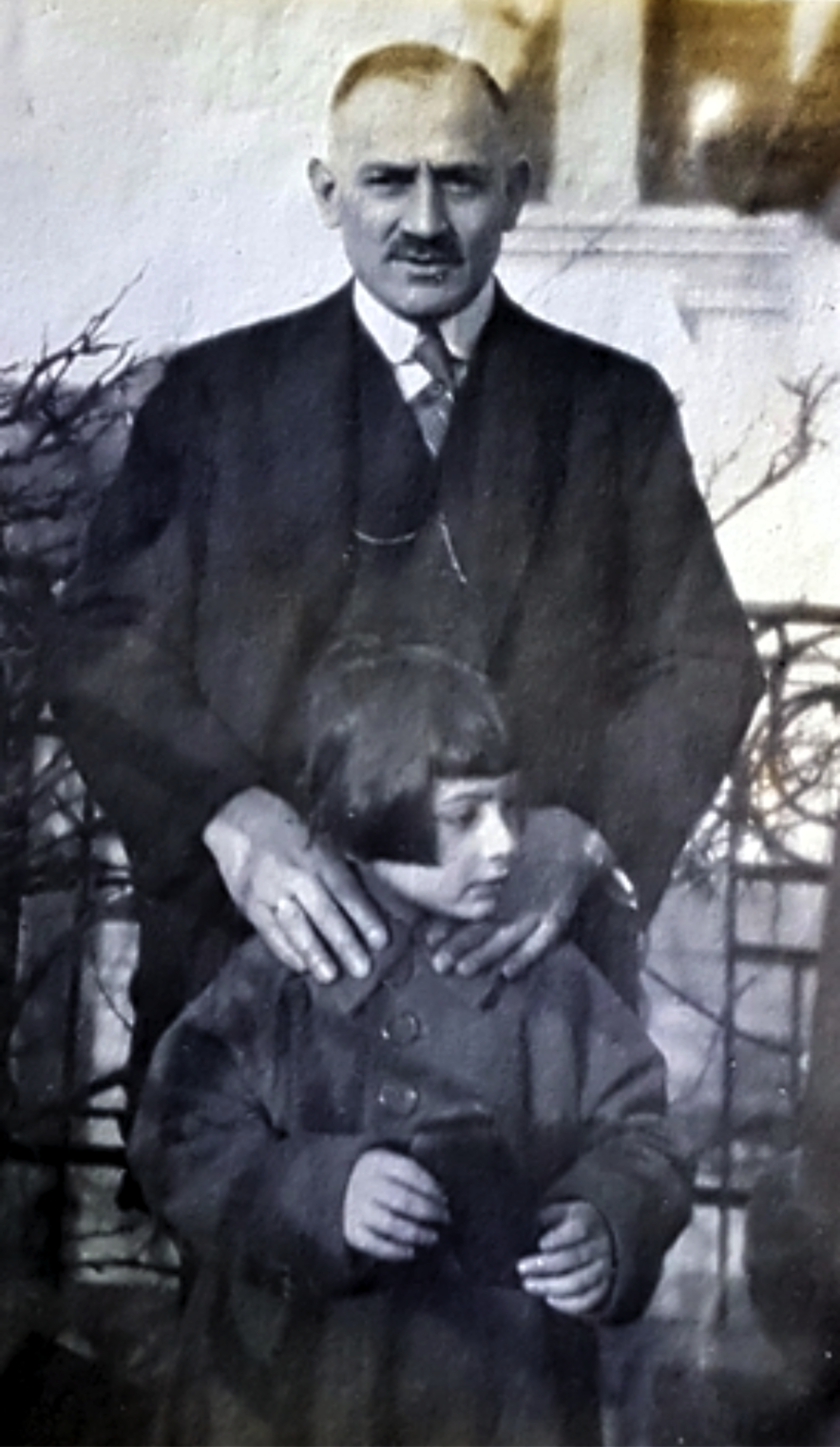
Julius Schindler mit seinem jüngsten Sohn Fritz, um 1926

Julius Schindler war ein Sohn des böhmisch-mährischen Textilfabrikanten Gustav Schindler und dessen Ehefrau Julie Schindler geborene Weiß. Er hatte fünf Geschwister, drei ältere und zwei jüngere:
- Adolf (geboren am 24. August 1872 in Mährisch-Trübau; gestorben am 13. Mai 1950 in Santa Barbara, Kalifornien, USA)
- Rosa (geboren am 1. Juni 1874 in Mährisch-Trübau; gestorben am 7. August 1942 im Ghetto Theresienstadt)[6][7], verheiratet mit Armin Kohn Kürti (geboren am  17. Oktober 1865 in Tyrnau, Österreich-Ungarn; gestorben am 18. Juni 1916 in Kaltenleutgeben, Österreich-Ungarn)
- Eduard (geboren am 8. September 1876 in Mährisch-Trübau; gestorben am 13. März 1944 in Shanghai, China)
- Isidor (geboren am 28. Februar 1881 in Mährisch-Trübau; gestorben am 26. März 1943 im Vernichtungslager Sobibór)[8][9][10]
- Ignaz (geboren am 15. September 1882 in Mährisch-Trübau; gestorben am 7. Februar 1962 in Santa Barbara, Kalifornien, USA)

Julius Schindler heiratete am 2. April 1905 Irma geborene Spitzer (geboren am 1883 in Teschen, Schlesien, Österreich-Ungarn; gestorben am 27. Juli 1954 in Grasse, Frankreich), die aus der ersten Ehe ihres Vaters, des Teschener Lederwaren-Händlers Hermann Spitzer (geboren am 30. August 1850 in Tierlitzko, Österreichisch-Schlesien; gestorben am 14. Oktober 1917 in Teschen), mit der früh verstorbenen Anna Spitzer (gestorben am  4. November 1891 in Teschen) stammte. Sie hatte einen älteren und einen jüngeren Bruder sowie zwei Halbschwestern aus der zweiten Ehe ihres Vaters.
Aus der Ehe von Julius und Irma Schindler gingen drei Kinder hervor:
- Anni (geboren am 27. März 1906 in Hamburg; gestorben am 18. September 1999 in Haifa, Israel)[3], in erster Ehe verheiratet mit dem promovierten Arzt Henri Marcel Schwabacher (geboren am 15. März 1895 in Paris; gestorben am 1967 in Ascona, Tessin, Schweiz), in zweiter Ehe ab Mai 1939 mit dem promovierten und habilitierten Pathologen und Hochschullehrer Julius Kleeberg[11]
- Gustav (geboren am 20. März 1910 in Hamburg; gestorben am 4. Juli 1988 in Cannes, Frankreich)[3], Namensänderung nach Emigration: Gustave Schindler
- Fritz (geboren am 30. Januar 1920 in Hamburg; gestorben am 5. Februar 2016 in Straßburg, Elsass, Frankreich)[3], Namensänderung nach Emigration in die USA: Frederick Charles Schindler

Seinem jüngsten Sohn Fritz ermöglichte Julius Schindler, nach dem Besuch der privaten Vorschule von Fräulein Cläre Lehmann (Heilwigstraße 46 in Hamburg-Harvestehude) das von Martin Luserke geleitete reformpädagogische Landerziehungsheim Schule am Meer auf der ostfriesischen Insel Juist zu besuchen, wo Fritz sich mit Hagen Distelbarth (1918–1941) anfreundete, einem Sohn von Paul Distelbarth.

## Schule und Ausbildung
Julius Schindler absolvierte das örtliche Gymnasium seiner Heimatstadt Mährisch-Trübau. Als er 14 Jahre alt war, starb sein Vater, als er 17 Jahre alt war, auch seine Mutter. Mit dem Abiturzeugnis in der Tasche zog er 1892 in Österreich-Ungarns Hauptstadt Wien und absolvierte dort eine kaufmännische Lehre.

## Wirken

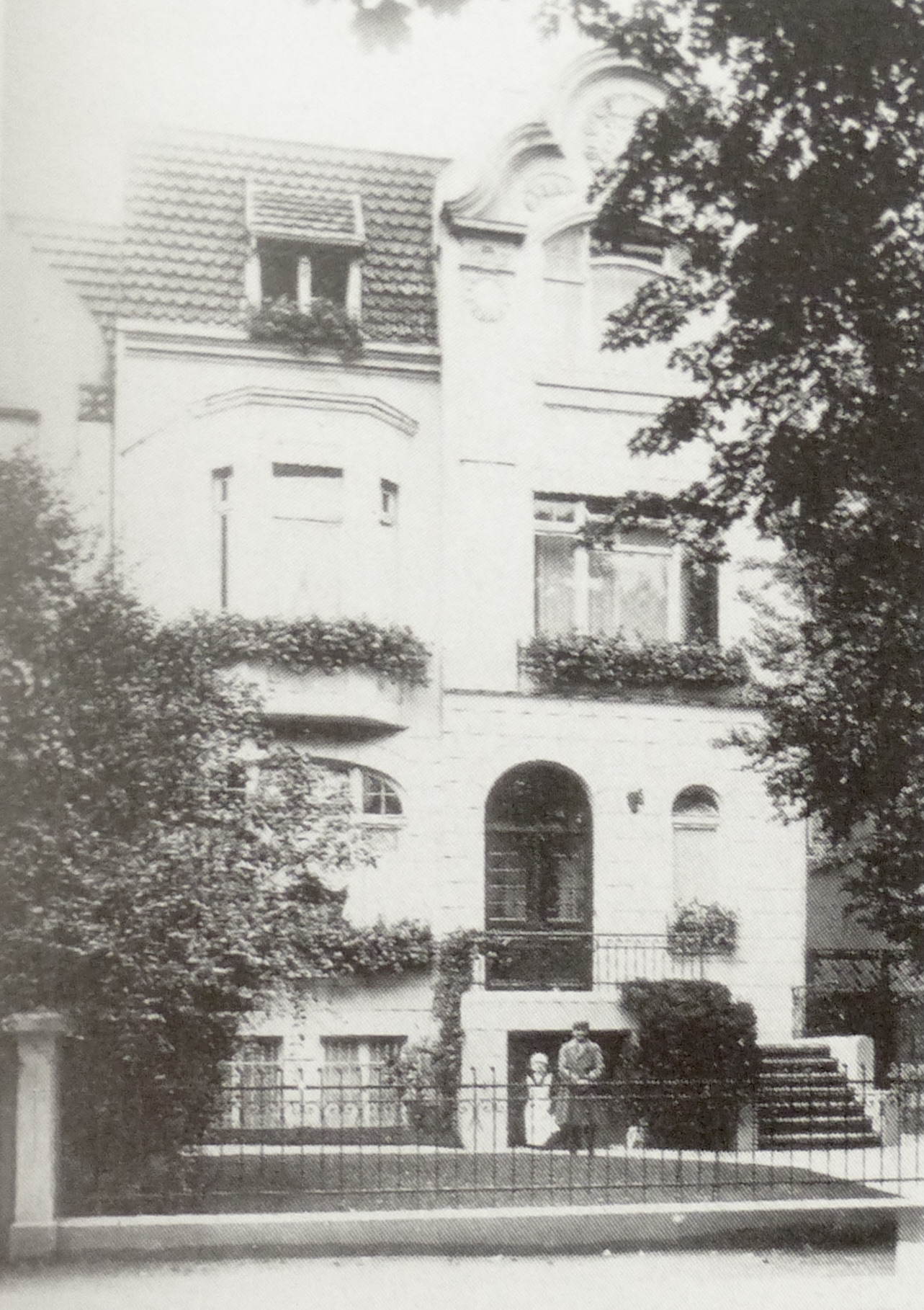
Gustav Schindler, dahinter eine Hausangestellte vor dem im Souterrain gelegenen Dienstboteneingang, im Vorgarten der Stadtvilla Nonnenstieg 19 in Hamburg-Harvestehude, um 1920

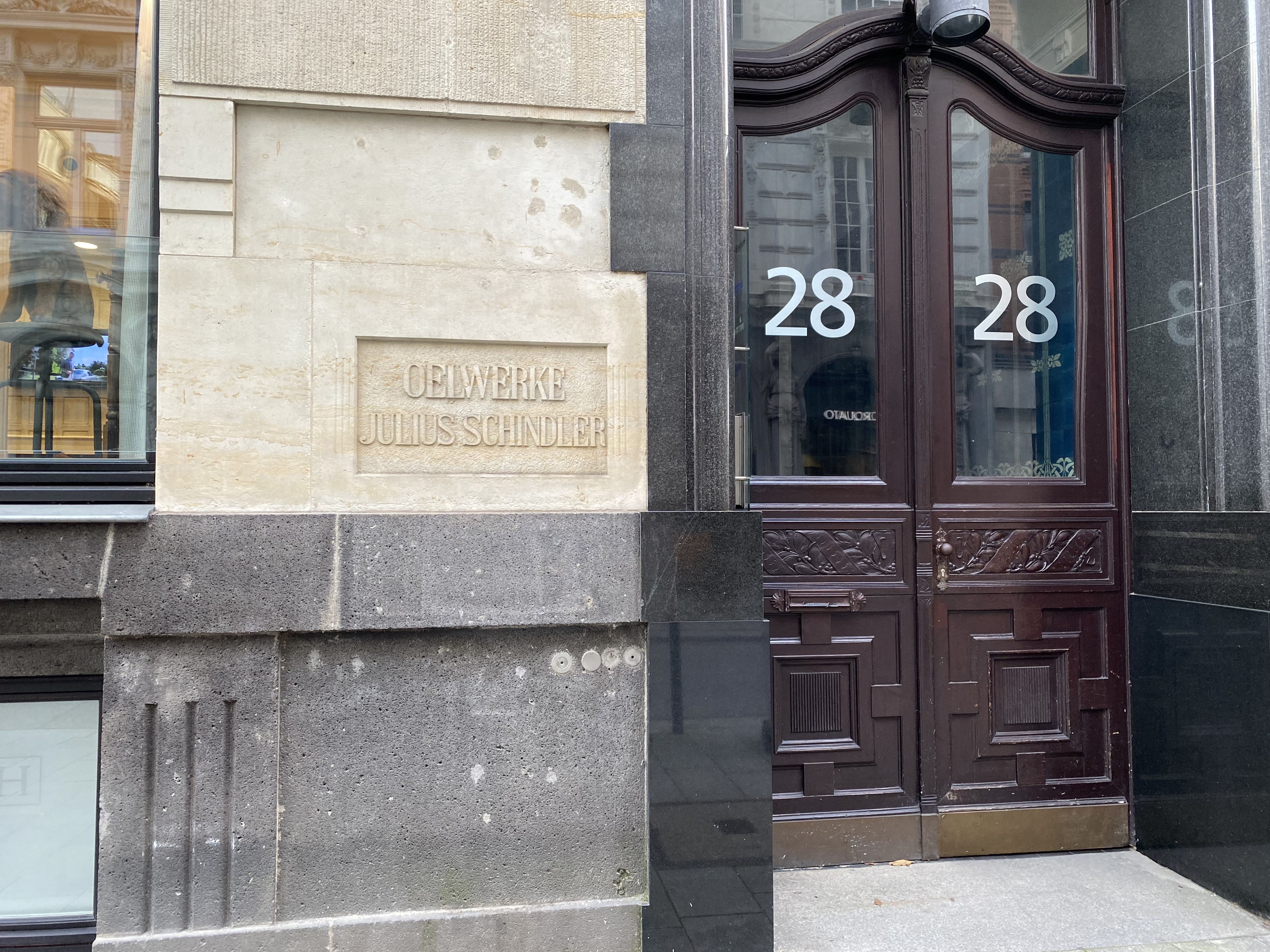
Firmenschild am Haus Hohe Bleichen 28, ab 1920

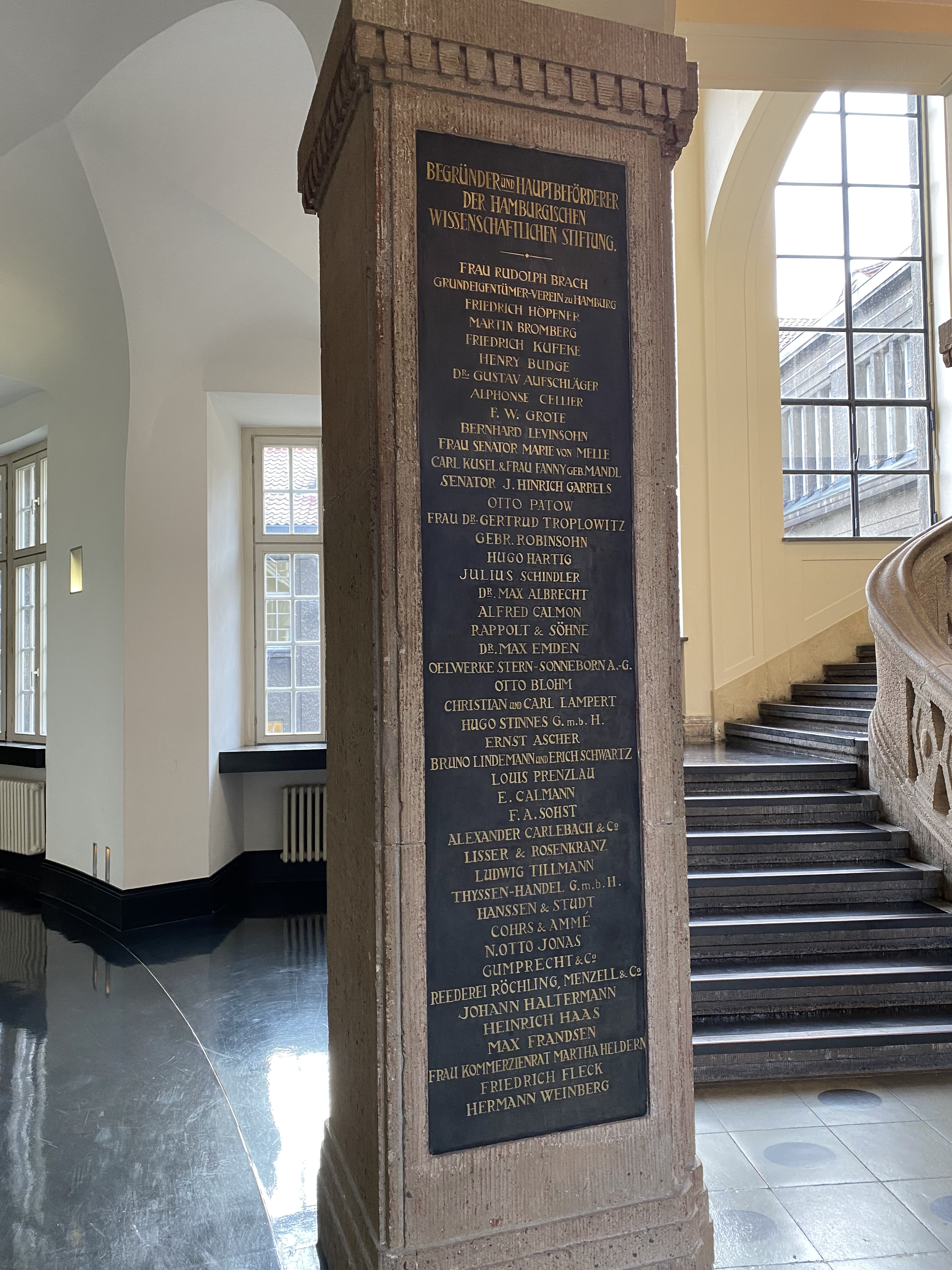
Marmortafel in der Universität Hamburg mit dem Namen Julius Schindlers

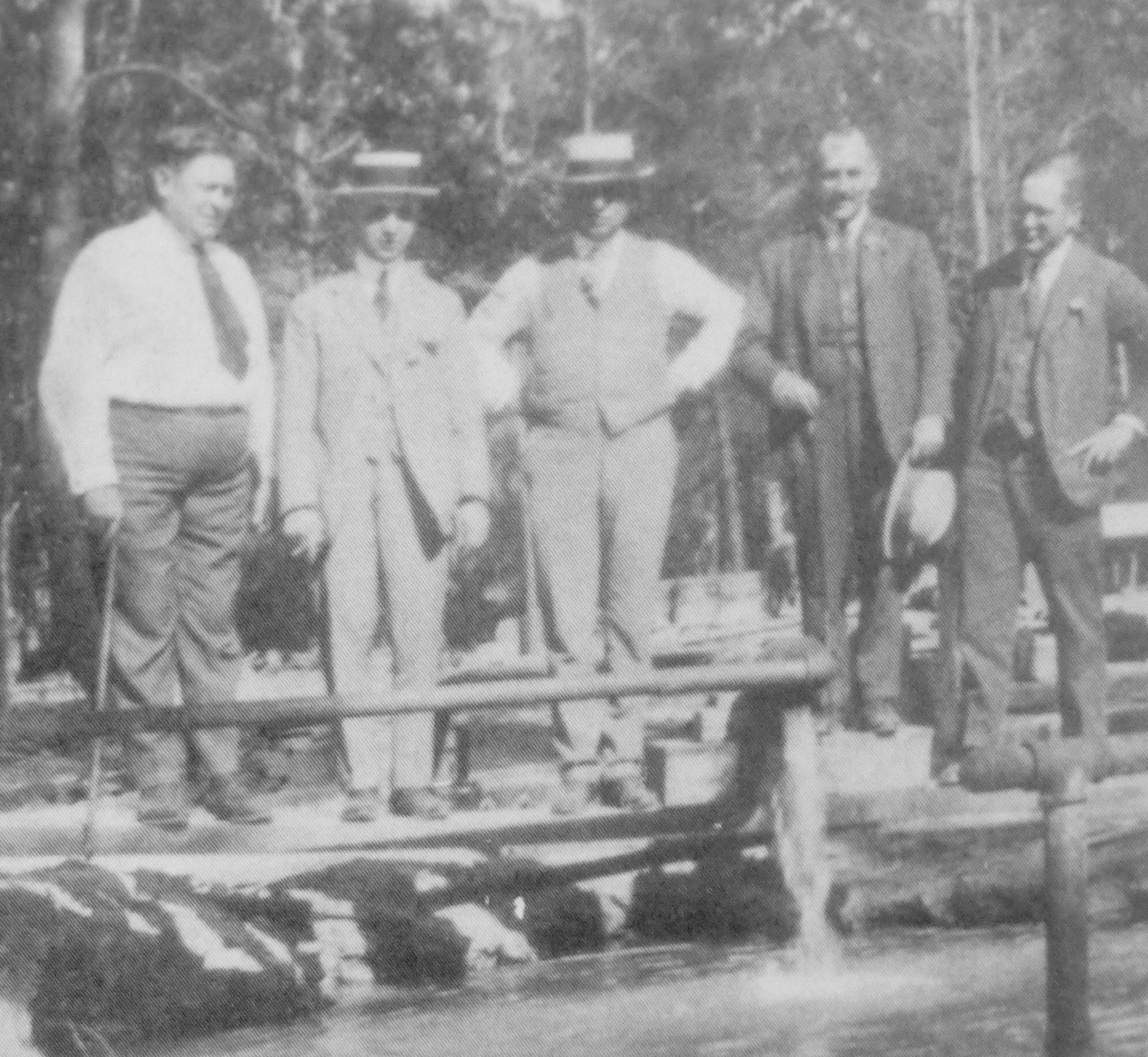
Julius Schindler (2. von rechts) während einer Geschäftsreise in den USA, um 1920

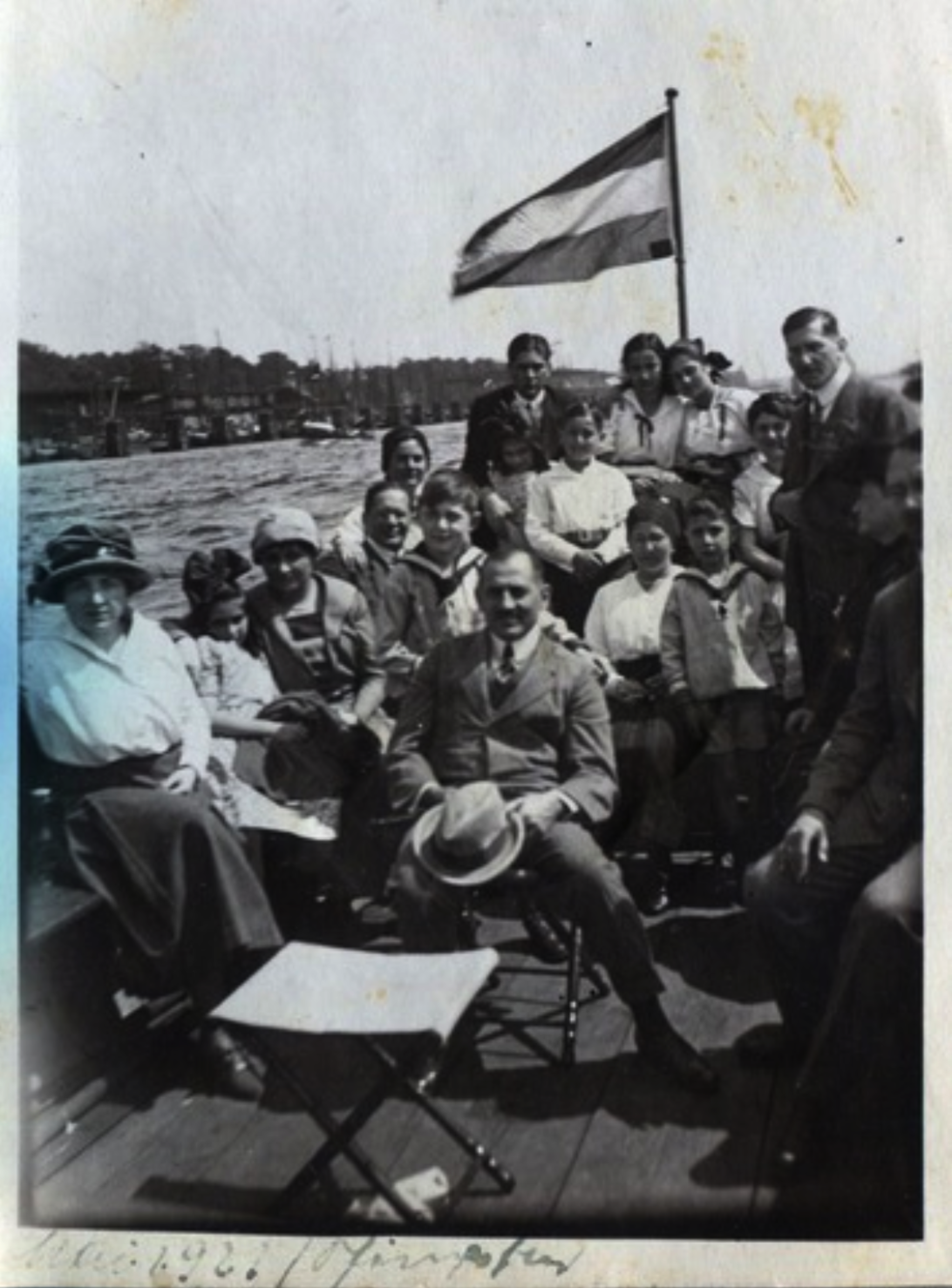
Julius Schindler mit Hut auf dem Schoß während einer Dampferfahrt auf der Elbe, um 1921

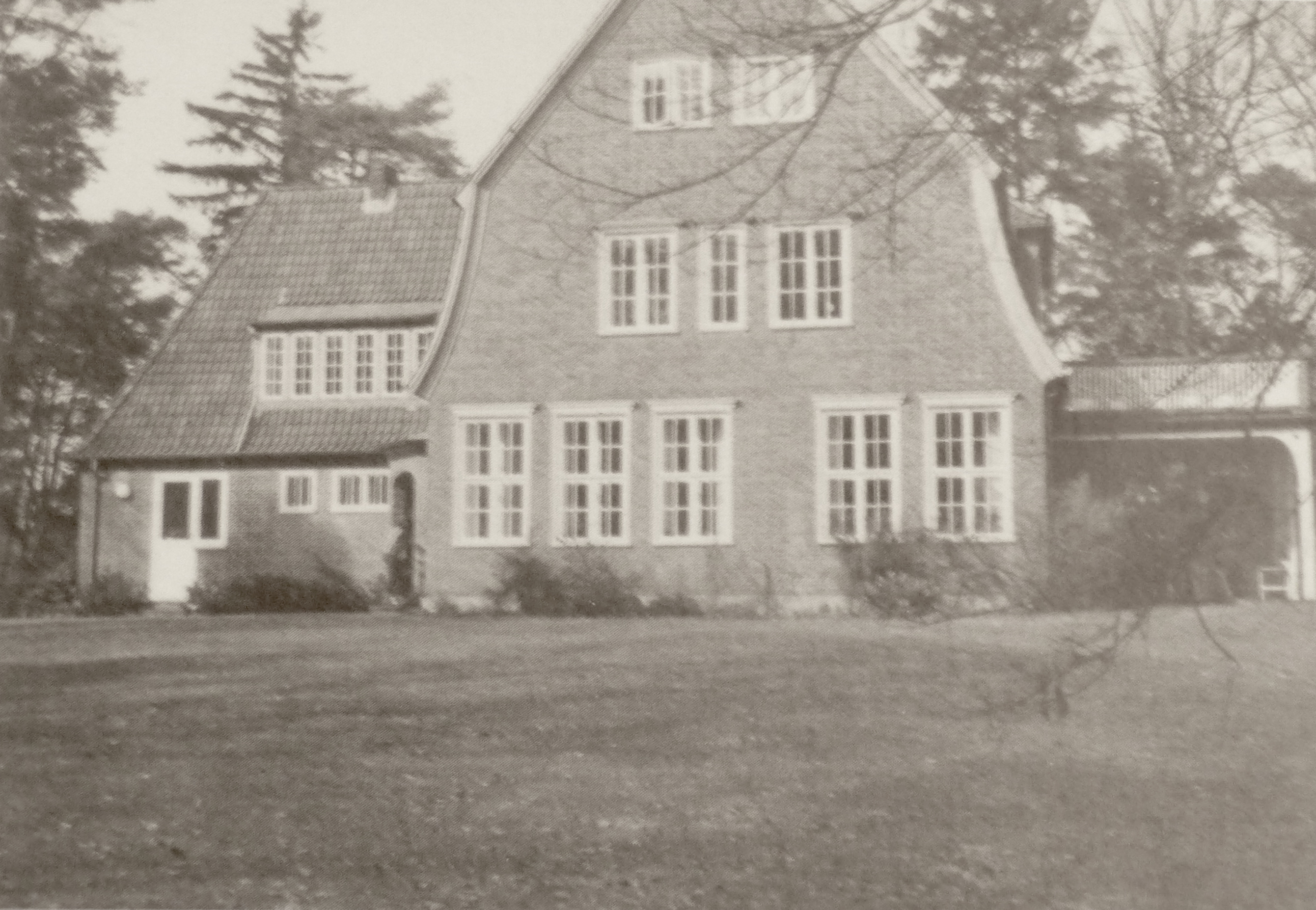
Die „Sommerfrische“ der Familie Schindler auf dem Anwesen Tannenhof in Rissen bei Altona, ab 1926

Anschließend war er dort als Angestellter höchstwahrscheinlich für Mineralöl-Handelsgesellschaften tätig, denn im Jahr 1901 ging er nach Belgien, wo er bis 1905 in leitender Position für Ölraffinerien in Antwerpen fungierte. Im Jahr 1905 wechselte er nach Deutschland und wurde in Hamburg Prokurist der Oelwerke Stern-Sonneborn AG (Ossag), einer der ersten deutschen Schmierölfabriken, mit Sitz Werftstraße 21/26 auf dem Kleinen Grasbrook. Als deren Handlungsreisender mit Zuständigkeit für den gesamten europäischen Markt erwarb er sich umfängliche Erfahrungen, wobei ihm seine erlernten und erworbenen Sprachkenntnisse in Englisch und Französisch zugutekamen.
Ab diesem Zeitpunkt wohnte er zunächst im Haus Stadtdeich 57 in Hamburg, ab 1907 im Haus Wrangelstraße 22.
1908 machte er sich selbständig und gründete in Neuhof bei Wilhelmsburg ein eigenes Handelsunternehmen unter der Firma Julius Schindler Mineralöle, mit dem Verwaltungssitz im Haus Stadthausbrücke 3.
Er fungierte als weltweiter Alleinverkäufer einer der bedeutendsten Raffinerien des Russischen Zarenreichs in Riga. Als einer der ersten Unternehmer überhaupt führte er Maschinenöl aus Russland in gewaltigen Größenordnungen in die Vereinigten Staaten ein. Zu diesem Zweck hatte er seine Handelsbeziehungen in die USA ab etwa 1910 durch wiederholte Schiffsreisen über den Atlantik selbst entwickelt und aufgebaut.
Mit zunehmendem Status, Vermögen und größer werdender Familie zog er in das Haus Innocentiastraße 61, dann in das Haus Innocentiastraße 51.
Er importierte große Mengen von Mineralöl aus den Vereinigten Staaten nach Europa. Diese Im- und Exporte von Russland in die USA und von den USA nach Europa endeten aus politischen Gründen, als der Erste Weltkrieg ausbrach. Als Ausgleich für diese ausbleibenden Ressourcen sicherte sich Schindler Mineralöle aus österreichisch-ungarischer und rumänischer Förderung, die für den Kriegsverlauf auf Seiten der k.u.k. Truppen und ihres Verbündeten, des Deutschen Kaiserreichs, von Bedeutung waren. Zusätzlich investierte Schindler in Erdölgewinnung auf deutschem Boden, im weiteren Kriegsverlauf auch auf dem Boden des zu Österreich-Ungarn zählenden Galizien.
Ab 1916 lebte Julius Schindler mit seiner Familie in der Stadtvilla Nonnenstieg 19 in Harvestehude mit zwölf Zimmern und drei Hausangestellten.
Während des Krieges erwarb er ab 1917 mehrere Mineralölwerke, zunächst die Mineralölwerke Peine, die neben dem kriegswichtigen Schmieröl für Radachsen von Dampflokomotiven und Waggons auch Petroleum für den Betrieb von Petroleumlampen herstellten. Nach diesem Erwerb firmierte sein Unternehmen ab dem 24. September 1917 unter Oelwerke Julius Schindler GmbH. Der Verwaltungssitz befand sich zunächst im Gebäude Mönckebergstraße 22, ab dem Jahr 1920 im Kontorhaus Hohe Bleichen 28, an dessen Hausfassade direkt neben dem Eingangsportal noch heute die Inschrift Oelwerke Julius Schindler zu sehen ist.
1917 erwarb Schindler die Chemische Fabrik Falkenstein in Falkenstein im Vogtland und Anfang 1918 auch die Mineralölwerke in Oldenburg i. O. Raffinerien der Oelwerke Julius Schindler produzierten Grundöle, hochwertige Spezialöle für die Turbinen- und Automobilindustrie sowie Weißöle für die chemische, kosmetische und medizinische Industrie.
In Folge der am 16. Juli 1920 in Kraft getretenen Bestimmungen des Vertrags von Saint-Germain-en-Laye, die seine Geburtsstadt nun der neu gegründeten Tschechoslowakei zuordneten, wurde der gebürtige Österreicher Julius Schindler automatisch tschechischer Staatsbürger.
Im Jahr 1920 spendete Julius Schindler insgesamt 35.000 Mark zugunsten der Hamburgischen Wissenschaftlichen Stiftung, die sein gesellschaftliches Engagement durch namentliche Nennung auf einer von zwei Marmortafeln für die „Begründer und Hauptförderer der Hamburgischen Wissenschaftlichen Stiftung“ in der Eingangs- bzw. Wandelhalle des Hauptgebäudes der Universität Hamburg honorierte. Er gilt daher als ein maßgeblicher Förderer dieser Hochschule.
Schindler engagierte sich in den jüdischen Gemeinden der Städte Altona und Hamburg. Ende 1926 trat er der Hochdeutschen Israelitengemeinde zu Altona (HIG) bei, deren Synagoge auf dem Grundstück Hochstraße 50 lag. Parallel dazu brachte er sich aktiv in die säkulare Gemeindearbeit der Deutsch-Israelitischen Gemeinde (DIG) in Hamburg ein. Julius Schindler wird als ein Anhänger zionistischer Bestrebungen beschrieben. Seine Ehefrau war Vorstandsmitglied des von Zionisten gegründeten Vereins Jüdisches Volksheim der Hochdeutschen Israelitengemeinde zu Altona, der im Haus Wohlers Allee 58 eine Kindertagesstätte betrieb. Ida Schindler gehörte als einzige Frau aus Hamburg auch der Soncino-Gesellschaft der Freunde des jüdischen Buches e. V. an.
Durch den Vertrag von Rapallo öffnete sich die Weimarer Republik ab 1922 gegenüber der Sowjetunion. 1924 wurden bilaterale Handelsverträge unterzeichnet, die eine Lieferung von Benzin, Schmieröl und Solaröl nach Deutschland beinhalteten, u. a. durch die Import- und Raffineriegesellschaft Oelwerke Julius Schindler zur Abnahme und Verarbeitung von sowjetischem Rohöl. Dadurch konnte Schindler seine nach dem Krieg brach liegenden Raffinerieanlagen in Neuhof bei Wilhelmsburg wieder aktivieren.
Ab 1926 besaß Julius Schindler einen Sommersitz auf dem Areal Tannenhof in Rissen bei Altona.
Im Jahr 1927 gründete Julius Schindler die Tankschiff-Reederei Julius Schindler GmbH, die er zusammen mit seinem jüngeren Bruder Isidor und seinem Schwager, dem promovierten Juristen Alfred Spitzer (geboren am 19. November 1888 in Teschen; gestorben am 22. September 1941 in Los Angeles, Kalifornien, USA), genannt „Fredl“, leitete. Zu dieser Zeit fungierte Julius Schindler auch als Prokurist der Deutsch-Russischen Lager-Transport-Gesellschaft, Claudiusstraße 29.
Im Jahr 1929 wurde Julius Schindler auf seinen Antrag auf Einbürgerung hin Hamburgischer Staatsbürger.
Julius Schindler wird als Unternehmerpersönlichkeit beschrieben, die Talente förderte, ihnen genügend Freiraum zur Entwicklung ließ und ihnen frühzeitig große Verantwortungsbereiche übertrug. So fingen beispielsweise Carl Wilhelm Buente (geboren 1903 in Hamburg; gestorben 1973 in Dänemark) und Rolf Katzenstein (geboren 1908 in Hamburg; gestorben 1996 in den USA) als Lehrlinge bei ihm an. Als Katzensteins Vater Willi (1876–1927) früh starb, habe Schindler dessen Lohn verdoppelt, weil dieser nun für seine verwitwete Mutter Teresita Katzenstein geborene Fürst (1887–1967) sorgen müssen. Katzenstein fungierte von 1926 bis 1938 als außerordentlich erfolgreicher Vertriebsleiter, Buente von 1938 bis 1970 als Geschäftsführer der Oelwerke Julius Schindler. Buentes Wirken wird maßgeblich der Fortbestand und Wiederaufbau des Unternehmens nach dem Ende des Zweiten Weltkriegs zugeschrieben.

## Emigration

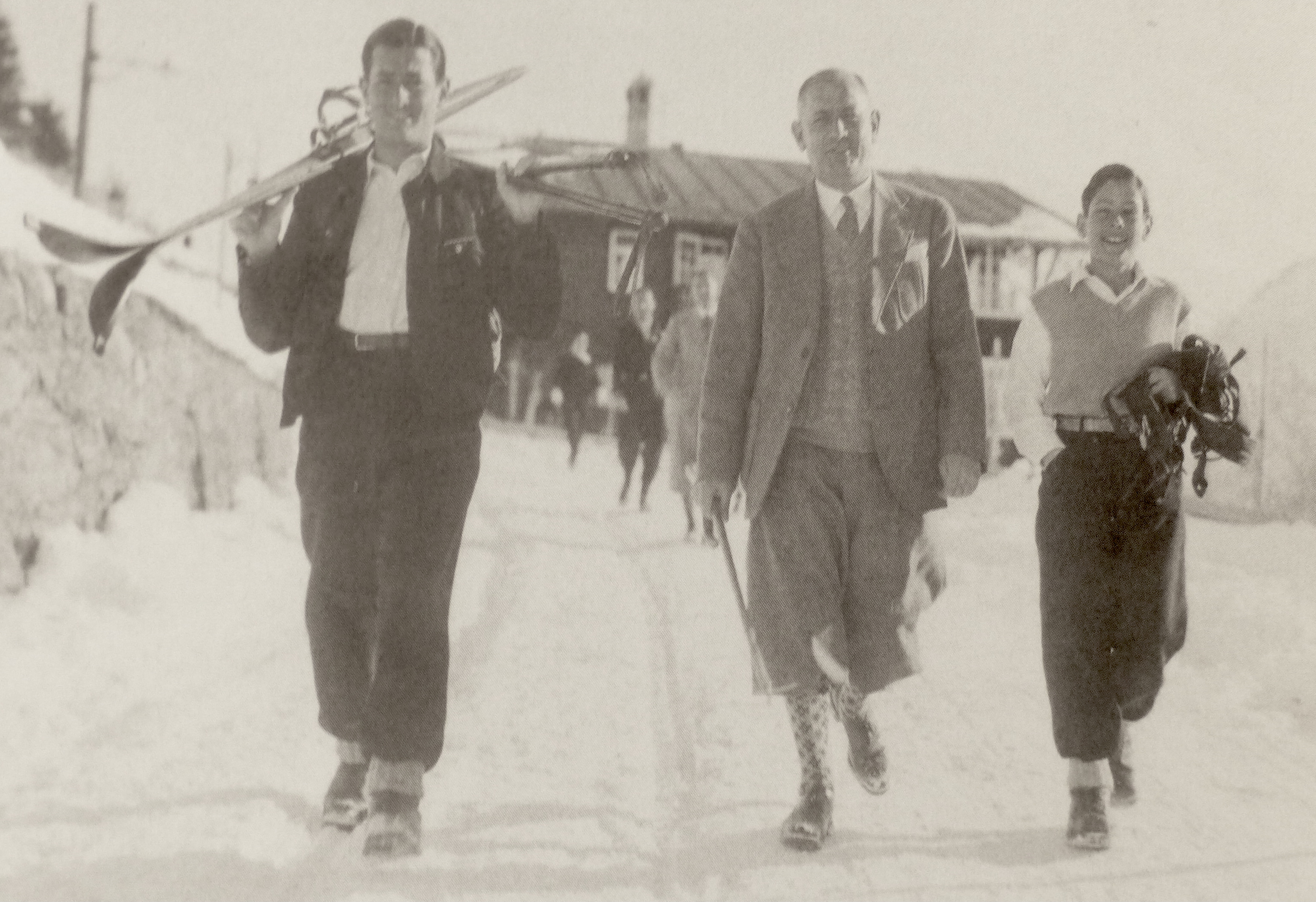
Gustav (die Ski geschultert), Julius (mit Spazierstock) und Fritz Schindler im Luftkurort Arosa im schweizerischen Kanton Graubünden, 1932

Die politische Entwicklung während der Weimarer Republik vor Augen, emigrierte Julius Schindler bereits im September 1931 zusammen mit seiner Familie und erhielt im Jahr 1932 die Staatsbürgerschaft des Fürstentums Liechtenstein.
Sein ältester Sohn Gustav Schindler, der von 1929 bis 1933 für die Oelwerke Julius Schindler in Hamburg tätig war, gründete 1933 unter dem an die französische Sprache angepassten Namen Gustave Schindler in Paris die Compagnie des Huiles Raffinées (CHR). Dieses Unternehmen besorgte für die Oelwerke Julius Schindler Transitlieferungen und den Export in einige europäische Länder, z. B. nach Italien.
Im Jahr 1936 zog Julius Schindler in die französische Hauptstadt Paris und unterhielt parallel einen Sommersitz im südfranzösischen Grasse.
Gustave Schindler emigrierte noch vor seinen Eltern von Frankreich aus in die USA, ebenso Gustaves jüngerer Bruder Fritz, der von Amsterdam aus nach Frankreich reiste, um am 12. April 1939 mit der S.S. Île de France von Le Havre aus nach New York City zu emigrieren, wo er am 19. April 1939 eintraf. Dort ergriff er später unter dem geänderten Namen Frederick Charles Schindler den Beruf eines Chemieingenieurs. Julius und Irma Schindlers Tochter Anni hingegen gelang die Emigration ins Mandatsgebiet Palästina.
Zum Jahreswechsel 1938/1939 wurden Julius Schindlers Unternehmen in Deutschland durch die Nationalsozialisten „arisiert“. Julius Schindler musste seine Geschäftsanteile veräußern, u. a. an die Gewerkschaft Neue Erdöl-Raffinerie (NERAG) in Hannover.
Am 2. September 1939, am Tag nach dem Überfall auf Polen durch die Wehrmacht, emigrierte Julius Schindler vom Hafen von Marseille aus via Southampton nach Québec in Kanada und von dort in die Vereinigten Staaten.
Bis etwa 1940 leistete Julius Schindler zahlreichen Juden in Hamburg, Wien und Prag in deren prekären Verhältnissen, die ursächlich auf den Nationalsozialismus zurückzuführen waren, finanzielle Unterstützung. Dabei beriet ihn sein Hamburger Rechtsanwalt Walter Siemers der jede Transaktion von Schindlers Sperrkonto bei der Warburg-Bank bei den NS-Behörden beantragen, in einer den NS-Bestimmungen angepassten Weise begründen und genehmigen lassen musste.
Julius Schindler starb im Alter von 63 Jahren an einem Herzinfarkt.

## Nekrolog
Julius Schindlers jüngster Sohn Frederick Charles (Fritz) verwaltete nach dem Tod seines Vaters das seiner Ehefrau Ida bzw. der Familie hinterlassene Erbe.
Das 14 Jahre nach seinem Tod von der Deutschen Werft in Hamburg im Jahr 1955 vom Stapel gelassene Rohlöltankschiff Julius Schindler wurde auf seinen Namen getauft.
Julius und Irma Schindlers ältere Kinder Anni Kleeberg und Gustave Schindler stifteten 1961 ein fortwährendes Stipendium für den Fachbereich Chemical Engineering an der Technischen Universität Haifa. Das Stipendium trägt den Namen Julius and Irma Schindler Memorial Scholarship.
Die Ölwerke Schindler GmbH ist heute Teil der H&R Gruppe für Spezialchemie. In Hamburg-Wilhelmsburg wurde 1992 auf dem Werksgelände die Julius-Schindler-Straße nach ihm benannt.